# Jest jak jest
Jest jak jest – polski obyczajowy serial w reżyserii Janusza Dymka i Jana Łomnickiego. Emitowany w TVP2 od 2 października 1994 do 19 lutego 1995 w niedziele o 16:00.

## Lista odcinków
1. Small business
2. Jestem pod telefonem
3. Pierwszy krok na wolnym rynku
4. Czerwono-zielona papuga
5. Niezapomniana melodia
6. Każdy ma swojego goryla
7. Piękna klientka
8. Z ręki do ręki
9. Każdy chce wygrać swoją bitwę
10. Łowcy głów
11. Żona na jedną noc
12. Fortuna puka do drzwi
13. Ofiara cudu
14. Piekło dobrych intencji
15. Coś za coś
16. Do wszystkiego trzeba mieć talent
17. Co ty wiesz o miłości
18. Weselna kinder-niespodzianka
19. Powrót z dalekiej podróży

## Obsada
- Zbigniew Buczkowski – Darek Hadała
- Małgorzata Pieńkowska – Teresa Hadała
- Katarzyna Chrzanowska – Justyna
- Zbigniew Suszyński – Artur
- Bożena Dykiel – Leokadia Dumowicz
- Wojciech Alaborski – Dumowicz
- Elżbieta Jędrzejewska – Beata Stolarek

Gościnnie
- Krzysztof Kiersznowski – klient Darka
- Paweł Burczyk – policjant
- Magda Masny – ona sama
- Jacek Strzemżalski – człowiek Bolesława Polany
- Mirosław Zbrojewicz – gangster
- Tomasz Zaliwski – ojciec Teresy

## Opis fabuły
Darek Hadała w jednej chwili traci wszystko, co dla niego najcenniejsze: żonę, pracę i samochód. Postanawia, że nowym sposobem na życie będzie praca kamerzysty na weselach i komuniach świętych. Dzięki temu staje się uważnym obserwatorem nowej, polskiej, kapitalistycznej rzeczywistości.